# Georg Hippel
Georg Hippel (* 29. April 1905 in Guttstadt; † 1945 in der Sowjetunion) war ein deutscher römisch-katholischer Geistlicher und Märtyrer.

## Leben
Georg Hippel, Sohn eines Volksschulrektors, machte 1923 in Braunsberg Abitur, studierte am dortigen Lyceum Hosianum Theologie und wurde am 14. Juli 1929 in Frauenburg zum Priester geweiht. Die Stationen seines Wirkens waren: Migehnen (Kreis Braunsberg), ab 1932 Marienburg (wo er mit Ernst Laws in Berührung kam), ab 1935 Deutsch Eylau, ab 1935 Bischofsburg, ab 1936 Rößel und ab 1943 Kurat in Schulen (Kreis Heilsberg). Auf Drängen von Erzpriester Wilhelm Thater verzichtete er Anfang 1945 auf die Flucht vor der Roten Armee und wurde am 7. März von Rotarmisten festgenommen und in den Ural verschleppt. Er starb auf dem Transport im Alter von 44 oder 45 Jahren.

## Gedenken
Die Römisch-katholische Kirche in Deutschland hat Georg Hippel als Märtyrer aus der Zeit des Nationalsozialismus in das deutsche Martyrologium des 20. Jahrhunderts aufgenommen.